# Johannes Ammann
Johannes Ammann (auch Johannes Minister, Johannes Ministri oder Johannes von Ehingen; † 30. Juni 1388 in Chur) war von 1376 bis zu seinem Tod als Johannes II. Bischof von Chur.

## Leben und Wirken
Johannes Ammann stammte aus der Stadt Bern. Als Kirchherr ist er 1359 in Oberkirch und zwischen 1360 und 1376 im württembergischen Ehingen südwestlich von Ulm belegt. Er war von 1360 bis 1376 auch Chorherr in Beromünster und wurde 1365 österreichischer Notar und Vizekanzler. Seit 1376 Bischof von Chur, stand er im Schisma ab 1378 auf der Seite des römischen Papstes Urban VI. Da er sich häufig ausserhalb seines Bistums aufhielt, bestellte er 1385 Graf Rudolf von Montfort-Feldkirch zum weltlichen Pfleger. Johannes liess den Septimerpass ausbauen und löste viele Verpfändungen des unter seinen Vorgängern verarmten Hochstifts wieder ein.
Seine Herkunft lässt sich mit einer Urkunde vom 1. Mai 1380 belegen, die sich im Besitz der Gesellschaft zu Schiffleuten befindet. Demnach verkaufte der «ehrwürdige Herre, Herr Johans, von Gottes Gnaden Bischof zu Chur» sein Haus an der Kreuzgasse in der Stadt Bern an Niklaus II. den Jüngeren von Gisenstein, Burger von Bern. Das bedeutet, dass auch Johannes Ammann als Hauseigentümer Burger von Bern gewesen war. Das Haus wurde im 15. Jahrhundert als Gesellschaftshaus der Schiffleutezunft aufgekauft. Der Kirchenhistoriker Johann Georg Mayer beschreibt in seiner Geschichte des Bistums Chur den Ort Ehingen und nennt dabei Johannes mit dem Namen «Ammann (minister)» und bestätigt zudem die Berner Herkunft des Bischofs.